# Suore di San Giuseppe dell'Apparizione
Le Suore di San Giuseppe dell'Apparizione (in francese Sœurs de Saint Joseph de l'Apparition) sono un istituto religioso femminile di diritto pontificio: i membri di questa congregazione pospongono al loro nome la sigla S.J.A.

## Storia

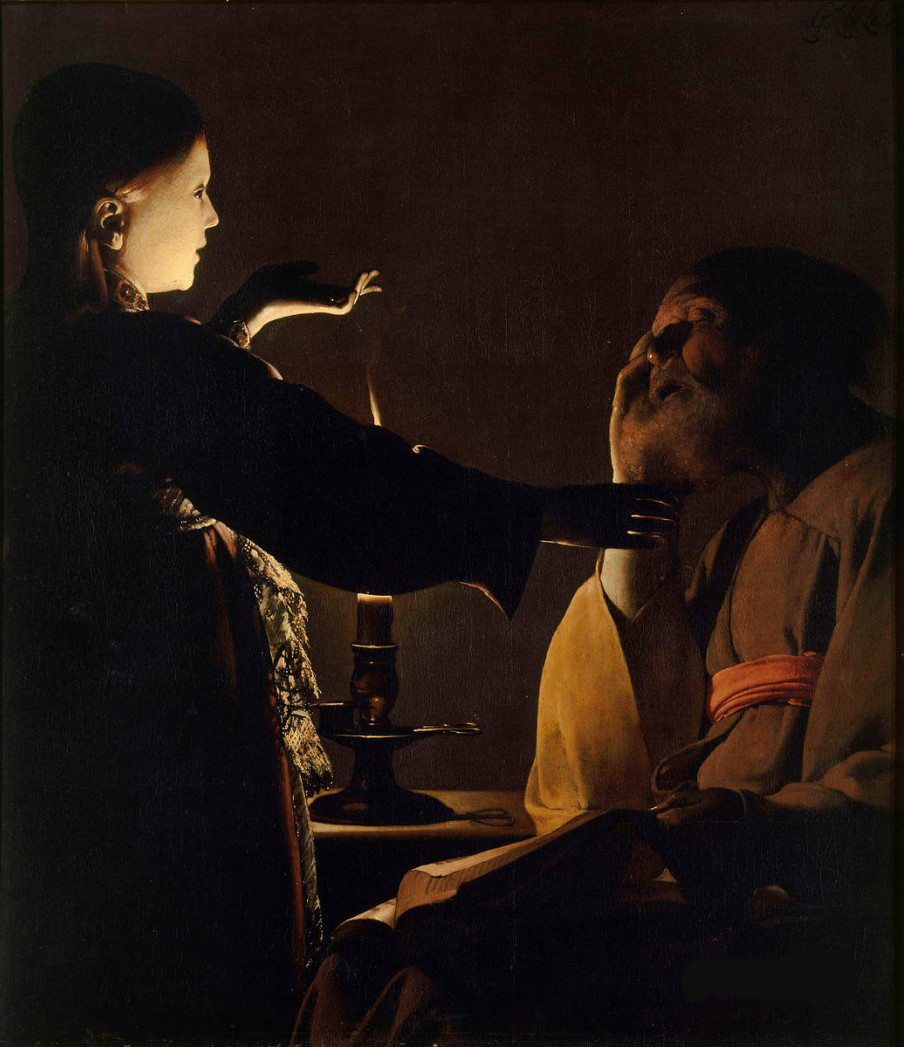
L'apparizione dell'angelo a san Giuseppe: dipinto di Georges de La Tour

La congregazione venne fondata da Emilia de Vialar (1797-1856). Di nobile famiglia, nel 1816 decise di abbandonare la vita mondana e dedicarsi all'aiuto ai poveri: morto il nonno materno, il barone de Portal, impiegò l'eredità per acquistare un edificio a Gaillac e vi si insediò con alcune compagne il 25 dicembre 1832, dando inizio all'istituto.
La congregazione venne dedicata a san Giuseppe, "primo conoscitore del mistero dell'Incarnazione". Il titolo, infatti, si riferisce a un episodio della vita di Giuseppe narrato nel vangelo di Matteo: accortosi della prossima maternità di Maria, pensò di ridarle la sua libertà, ma un angelo gli apparve avvisandolo del concepimento verginale.
Emilia de Vialar venne assistita per l'organizzazione della sua comunità dal sacerdote Louis Mercier, curato della parrocchia di Saint-Pierre. Le attività delle suore di San Giuseppe si estesero presto dall'assistenza ai poveri all'apostolato in terra di missione, alla cura dei malati e all'educazione della gioventù.
Su invito di Augustin de Vialar, fratello di Emilia e consigliere municipale ad Algeri, nel 1835 le suore aprirono la prima filiale nel Nord Africa: nel 1856, alla morte della fondatrice, le religiose erano già presenti in Francia, Italia, Malta, Grecia, Cipro, Turchia, Palestina, Libano, Birmania e Australia.
Nel 1835 la casa generalizia venne trasferita a Marsiglia e il vescovo Eugène de Mazenod approvò gli statuti della congregazione il 6 dicembre 1853; le religiose ricevettero il pontificio decreto di lode il 6 maggio 1842.
Emilia de Vialar, beatificata nel 1939, venne proclamata santa da papa Pio XII il 24 giugno 1951.

## Attività e diffusione
Le Suore di San Giuseppe dell'Apparizione si dedicano a vari generi di opere (educative, sanitarie, pastorali).
Sono presenti in Europa (Bulgaria, Cipro, Francia, Grecia, Irlanda, Italia, Malta, Regno Unito, Romania), nelle Americhe (Argentina, Guatemala, Haiti, Panama, Perù), in Australia, in Africa (Mauritania, Tunisia), nel Medio Oriente (Giordania, Israele, Libano, Palestina) e in altri paesi asiatici (Birmania, Filippine, India, Thailandia); la sede generalizia è a Parigi.
Al 31 dicembre 2005 l'istituto contava 940 religiose in 154 case.